# Sedric Toney
Sedric Andre Toney (Columbus, Misisipi, 13 de abril de 1962) es un exjugador de baloncesto estadounidense que disputó cinco temporadas en la NBA y otra más en la CBA. Con 1,88 metros de estatura, jugaba en la posición de base.

## Trayectoria deportiva

### Universidad
Tras pasar un año en el Phillips Business College y otro más en el Western Nebraska Community College, jugó durante dos temporadas con los Flyers de la Universidad de Dayton, en las que promedió 12,2 puntos, 3,2 asistencias y 2,7 rebotes por partido.

### Profesional
Fue elegido en la quincuagésimo novena posición del Draft de la NBA de 1985 por Atlanta Hawks, donde jugó 3 partidos antes de ser despedido. Semanas más tarde fichó como agente libre por Phoenix Suns, donde acabó la temporada promediando 7,5 puntos y 3,6 asistencias por partido.
En (1988) fichó con un contrato por diez días con los New York Knicks, quienes acabaron por renovarle por el resto de la temporada. Promedió al final 2,7 untos y 1,1 asistencia por partido. Al año siguiente entró en el Draft de Expansión que se organizó por la llegada de nuevos equipos a la liga, siendo elegido por los Charlotte Hornets, quienes finalmente renunciaron a sus derechos.
Semanas después se hizo un hueco en la plantilla de los Indiana Pacers, pero únicamente disputó dos partidos. Regresó al año siguiente a los Hawks, quienes a mitad de temporada lo traspasaron junto con Antoine Carr y una futura segunda ronda del draft a Sacramento Kings a cambio de Kenny Smith y Mike Williams. En los Kings pudo volver a disfrutar de minutos de juego, promediando hasta el final de la temporada 5,5 puntos y 3,8 asistencias por partido.
Tras jugar una temporada en los Columbus Horizon de la CBA, acabó su carrera profesional disputando 12 partidos con los Cleveland Cavaliers.

## Estadísticas de su carrera en la NBA

### Temporada regular
| Temporada | Edad | Equipo              | Liga | P   | TIT | MIN  | TC  | TCA | %TC  | 3P  | 3PA | %3P  | TL  | TLA | %TL   | R.OF. | R.DEF. | REB | ASIS | ROB | TAP | PER | FP  | PTS |
| 1985-86   | 23   | TOTAL               | NBA  | 13  | 0   | 17.7 | 2.2 | 5.1 | .424 | 0.2 | 0.8 | .300 | 1.6 | 2.4 | .677  | 0.2   | 1.7    | 1.9 | 2.0  | 0.5 | 0.0 | 1.7 | 1.8 | 6.2 |
| 1985-86   | 23   | Atlanta Hawks       | NBA  | 3   | 0   | 8.0  | 0.7 | 2.3 | .286 | 0.0 | 0.0 |      | 0.3 | 0.3 | 1.000 | 0.0   | 0.7    | 0.7 | 0.0  | 0.3 | 0.0 | 1.0 | 2.0 | 1.7 |
| 1985-86   | 23   | Phoenix Suns        | NBA  | 10  | 0   | 20.6 | 2.6 | 5.9 | .441 | 0.3 | 1.0 | .300 | 2.0 | 3.0 | .667  | 0.3   | 2.0    | 2.3 | 2.6  | 0.5 | 0.0 | 1.9 | 1.8 | 7.5 |
| 1987-88   | 25   | New York Knicks     | NBA  | 21  | 0   | 6.6  | 1.0 | 2.3 | .438 | 0.2 | 0.7 | .357 | 0.5 | 0.5 | .909  | 0.1   | 0.2    | 0.4 | 1.1  | 0.4 | 0.0 | 0.6 | 1.0 | 2.7 |
| 1988-89   | 26   | Indiana Pacers      | NBA  | 2   | 0   | 4.5  | 0.5 | 2.5 | .200 | 0.0 | 1.5 | .000 | 0.0 | 0.5 | .000  | 0.5   | 0.5    | 1.0 | 0.0  | 0.0 | 0.0 | 1.0 | 0.5 | 1.0 |
| 1989-90   | 27   | TOTAL               | NBA  | 64  | 9   | 15.1 | 1.4 | 3.9 | .348 | 0.4 | 1.0 | .365 | 1.0 | 1.3 | .807  | 0.2   | 0.7    | 0.9 | 2.7  | 0.5 | 0.0 | 1.1 | 1.7 | 4.1 |
| 1989-90   | 27   | Atlanta Hawks       | NBA  | 32  | 0   | 8.9  | 0.9 | 2.3 | .417 | 0.2 | 0.4 | .538 | 0.7 | 0.8 | .840  | 0.1   | 0.3    | 0.4 | 1.6  | 0.3 | 0.0 | 0.7 | 1.1 | 2.8 |
| 1989-90   | 27   | Sacramento Kings    | NBA  | 32  | 9   | 21.3 | 1.8 | 5.6 | .320 | 0.5 | 1.6 | .320 | 1.4 | 1.8 | .793  | 0.3   | 1.1    | 1.4 | 3.8  | 0.7 | 0.0 | 1.6 | 2.2 | 5.5 |
| 1993-94   | 31   | Cleveland Cavaliers | NBA  | 12  | 0   | 5.3  | 0.2 | 1.0 | .167 | 0.0 | 0.1 | .000 | 0.2 | 0.2 | 1.000 | 0.1   | 0.2    | 0.3 | 0.9  | 0.0 | 0.0 | 0.4 | 0.7 | 0.5 |
| Total     |      |                     | NBA  | 112 | 9   | 12.6 | 1.2 | 3.4 | .365 | 0.3 | 0.8 | .341 | 0.9 | 1.1 | .781  | 0.2   | 0.7    | 0.9 | 2.1  | 0.4 | 0.0 | 1.0 | 1.4 | 3.7 |

### Playoffs
| Temp.   | Edad | Equipo          | Liga | P | MIN | TCA | TC | 3PA | 3P | TLA | TL | R.OF. | REB | ASIS | ROB | TAP | PER | FP | PTS | %TC  | %3P  | %FT   | MIN | PTS | REB | AST |
| 1987-88 | 25   | New York Knicks | NBA  | 3 | 15  | 3   | 6  | 3   | 6  | 2   | 2  | 0     | 0   | 2    | 1   | 0   | 2   | 4  | 11  | .500 | .500 | 1.000 | 5.0 | 3.7 | 0.0 | 0.7 |
| Total   |      |                 | NBA  | 3 | 15  | 3   | 6  | 3   | 6  | 2   | 2  | 0     | 0   | 2    | 1   | 0   | 2   | 4  | 11  | .500 | .500 | 1.000 | 5.0 | 3.7 | 0.0 | 0.7 |